# Quận Harris, Georgia
Quận Harris là một quận trong tiểu bang Georgia, Hoa Kỳ. Quận lỵ đóng ở thành phố Hamilton 6. Theo điều tra dân số năm 2000 của Cục điều tra dân số Hoa Kỳ, quận có dân số 32.024 người 2. Năm 2007, ước tính dân số quận này là người.
Quận đã được lập vào 14 tháng 12 năm 1827 và được đặt tên theo Charles Harris, một thẩm phán và luật sư Georgia.
Quận này nằm trong khu vực thống lê đô thị Columbus, GA-AL.